# Las Tres Gracias (Lucas Cranach el Viejo)
Las Tres Gracias es una pintura al temple sobre tabla de 37 cm x 24 cm, de Lucas Cranach el Viejo; data de 1531 y se conserva en el Museo del Louvre de París. Presenta las figuras procedentes de la mitología clásica de las Gracias, de las que Cranach realizó varias versiones.
El tratamiento es original debido a que cierta ironía parece mezclarse con la esperada sensualidad del tema, que Cranach emplea más bien como excusa para presentar el desnudo femenino desde todos los ángulos.

## Compra por el Louvre
Se trata de una obra de pequeño formato que nunca se había exhibido al público antes de su adquisición por el museo del Louvre en 2011 por 4 millones de euros (3 millones de fondos propios y 1 millón del patrocinio), recibiendo la protección del "Trésor National" (Tesoro Nacional) que prevé la prohibición de exportar la obra al extranjero.
Es de notar que la adquisición fue en parte financiada a través una campaña de micromecenazgo llamada Tous Mecenes (Todos mecenas); el proyecto preveía recaudar 1 millón de euros a través de donaciones desde la comunidad web para adquirir la obra maestra.

## Pinturas análogas
El pintor realizó otras versiones del tema:

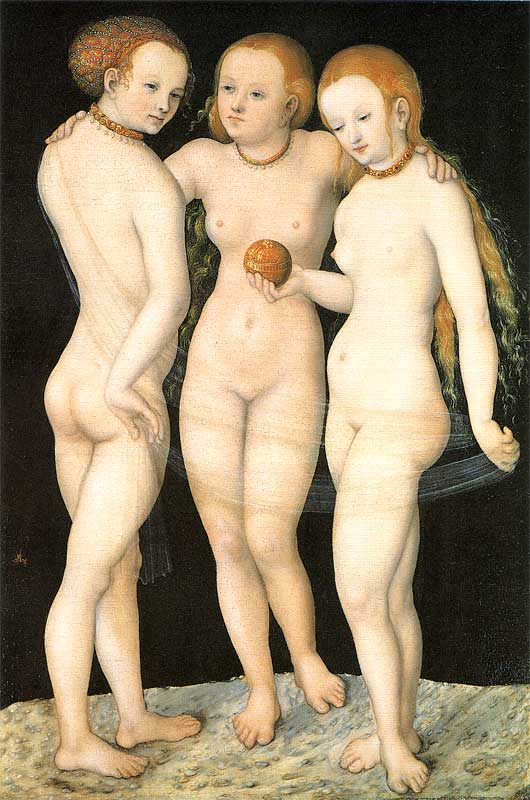
Las Tres Gracias, 1530, colección privada.
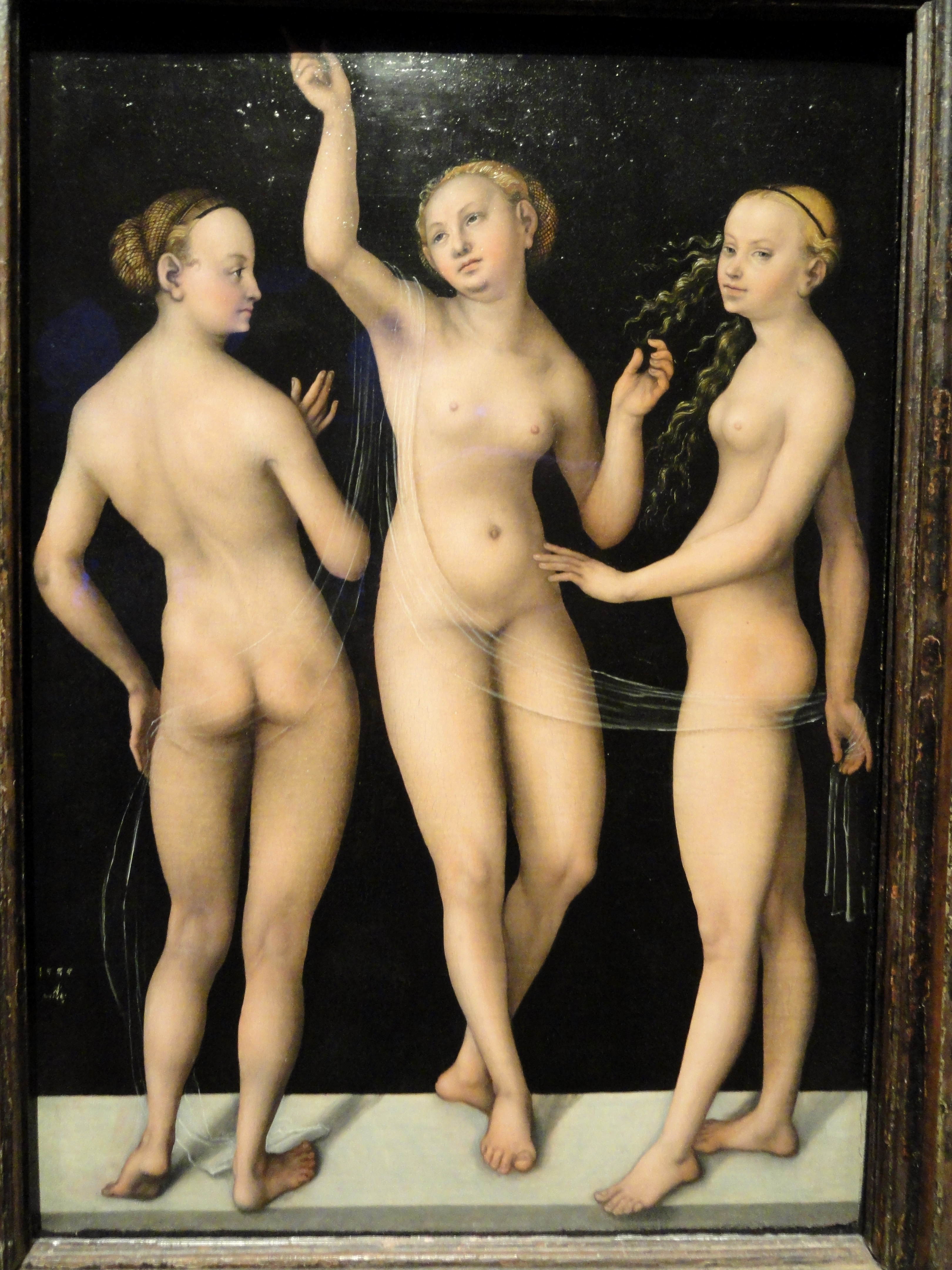
Las Tres Gracias, 1535, Nelson-Atkins Museum of Art, Kansas City.

## Otros proyectos
- Wikimedia Commons contiene imágenes u otras fichas sobre las Tres Gracias